# Schönbach (Saleskbach)
Der Schönbach ist ein linker Nebenfluss des Saleskbaches in der Westlausitz in Sachsen. 

## Verlauf
Der Bach entspringt im Waldgebiet Braunaer Forst westlich der zu Schönbach gehörigen Buschhäuser auf der Lausitzer Platte, seine Quelle liegt am nördlichen Fuß des Ochsenberges (205 m). Auf einigen Karten wird jedoch auch die Quelle in der Hatschkendelle südlich der Buschhäuser als der Ursprung des Schönbaches angegeben.
Auf seinem nach Nordosten führenden Oberlauf wird der Schönbach westlich des Dorfes Schönbach in mehreren aus Torfstichen entstandenen kleineren Waldteichen aufgestaut. Zwischen Schönbach und Bulleritz fließt der Bach in den Tiefteich und den Tzschernitzteich. Die Abflüsse beider Teiche werden verrohrt durch die Wiesen abgeleitet.
Etwa 600 m westlich des Tzschernitzteiches tritt der Schönbach im Hausteich am südlichen Ortsausgang von Bulleritz wieder zu Tage. Sein Mittellauf führt mit nördlicher Richtung durch die gesamte Ortslage von Bulleritz, wo er den Mühlteich speist. Auf seinem Unterlauf fließt der Bach am Erlenteich vorbei nach Großgrabe. Dort mündet er nach 6,4 km in den Saleskbach.

## Geschichte
Die Wasserkraft des Baches wurde früher in Bulleritz zum Betrieb einer Wassermühle genutzt. Am Oberlauf des Baches wurde im Braunaer Forst bis ins 19. Jahrhundert Torf gestochen.

## Quellen

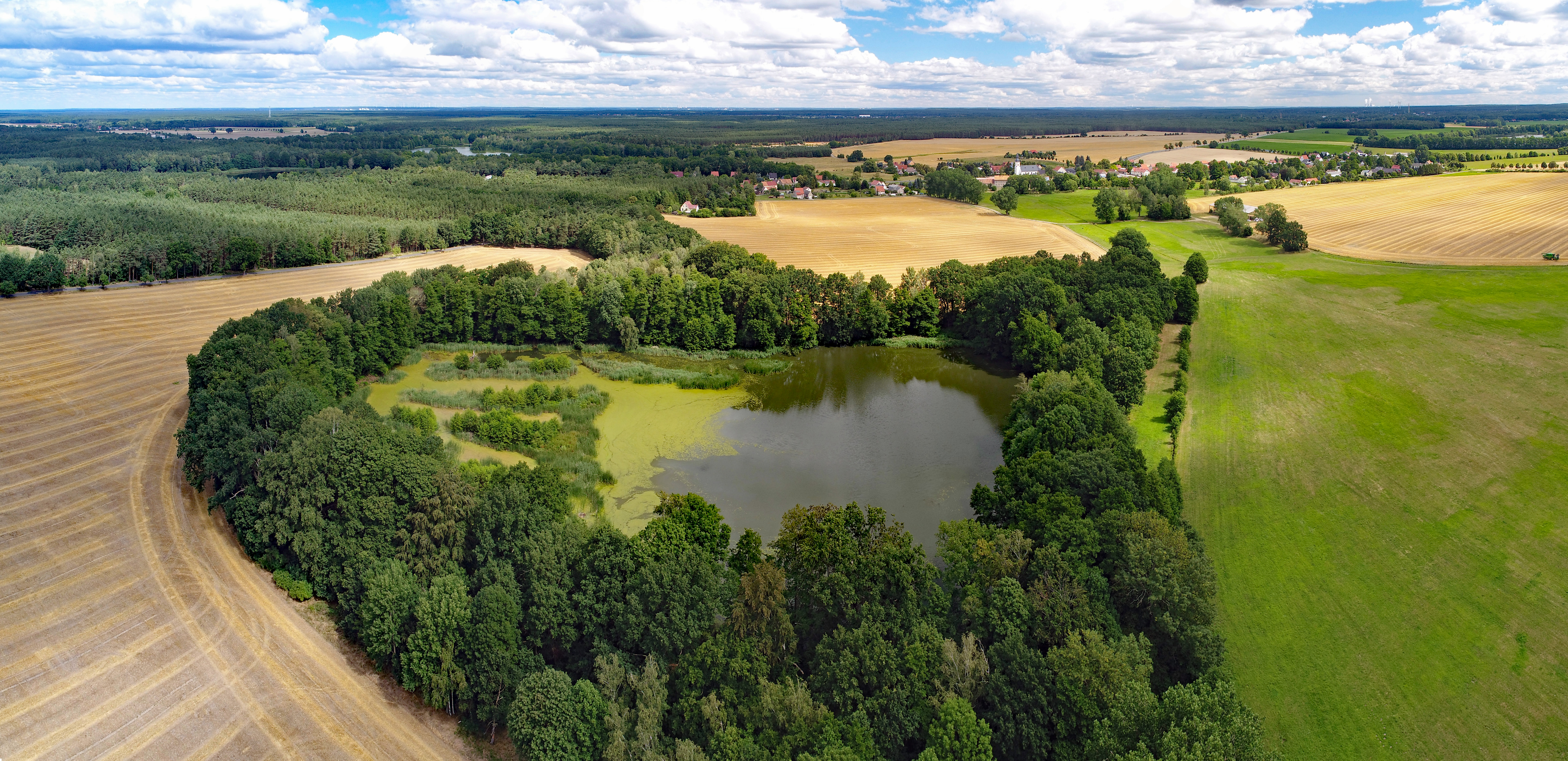
Der Schönbach fließt östlich (rechts) am Erlenteich vorbei Richtung Großgrabe (im Hintergrund)